# Eliseo Mouriño
Eliseo Víctor Mouriño Oyarbide (Buenos Aires, 1927. június 3. – Nevado de Longaví, Chile, 1961. április 3.) argentin labdarúgó-középpályás.
Az argentin válogatott tagjaként részt vett az 1958-as labdarúgó-világbajnokságon.

## Sikerei, díjai
Argentína
- Copa América
  - győztes: 1955, Chile
  - 3.: 1956, Uruguay